# Меїр Кагане
Рабин Меїр Дави́д Кага́не (івр. הרב מאיר דוד כהנא, англ. Meir David Kahane МФА: [/kəˈhɑːnə/]; 1 серпня 1932, Бруклін, Нью-Йорк — 5 листопада 1990, Нью-Йорк, Мангеттен) — американський та ізраїльський громадський, політичний і релігійний діяч, депутат Кнесету 11-го скликання, публіцист, єврейський націоналіст.
Кагане придбав популярність як лідер «Ліги захисту євреїв», заснованої ним в 1968 році для захисту єврейського населення бідних кварталів Нью-Йорка. Однак, вже незабаром після заснування основною сферою діяльності Ліги стала боротьба за право євреїв СРСР репатріюватися в Ізраїль.
У 1971 році Кагане здійснив алію в Ізраїль, де безуспішно брав участь у виборах в Кнесет 1973, 1977 і 1981 років. Створений ним політичний рух «Ках» подолав електоральний бар'єр в 1984 році, отримавши один мандат, але в 1988 році, перед черговими виборами, «Ках» не був допущений до участі у виборах, тому що Центральна виборча комісія Ізраїлю і Верховний суд Ізраїлю визнали що його програма підпадає під прийняту в 1985 році поправку до закону, спрямовану проти розпалювання расизму. Згідно передвиборчими опитуваннями, «Ках» міг отримати в Кнесеті 12-го скликання від 6 до 12 мандатів (тобто від 5 до 10 % голосів ізраїльтян).
У 1990 році Меїр Кагане був убитий в Нью-Йорку в результаті теракту, здійсненого єгипетським арабом. На похорон рава Кагане в Єрусалимі прийшло, за різними оцінками, від 20 до 50 тисяч осіб.